# Tiveds landskommun
Tiveds landskommun var en tidigare kommun i dåvarande Skaraborgs län.

## Administrativ historik
Kommunen inrättades i Tiveds socken i Vadsbo härad i Västergötland när 1862 års kommunalförordningar trädde i kraft.
Vid kommunreformen 1952 uppgick kommunen i Tivedens landskommun som 1967 uppgick i Laxå köping och Örebro län.